# Germaine Kerjean
Pour les articles homonymes, voir Kerjean.
Germaine Charlotte Rose Chapelle Kerjean, née le 22 juillet 1893 au Havre et morte le 6 mai 1975 à Viry-Châtillon, est une actrice française.
Germaine Kerjean a été pensionnaire de la Comédie-Française de 1946 à 1956.

## Biographie
Germaine Kerjean débuta au théâtre dans la troupe de Charles Dullin puis fut pensionnaire de la Comédie française de 1946 à 1956. Au cinéma, elle incarna surtout des personnages antipathiques comme Goupi-Tisane dans Goupi Mains Rouges.

## Filmographie

### Cinéma
- 1929 : Monte-Cristo d'Henri Fescourt : la Carcenti
- 1931 : Fra Diavolo de Mario Bonnard
- 1942 : L'Homme qui joue avec le feu de Jean de Limur : Madame Suzanne
- 1943 : Goupi Mains Rouges de Jacques Becker : Goupi-Tisane
- 1943 : Les Mystères de Paris de Jacques de Baroncelli : la Chouette
- 1944 : Cécile est morte de Maurice Tourneur : Madame Boynet
- 1945 : Le Mystère Saint-Val de René Le Hénaff : Madame De Saint-Val
- 1945 : Naïs de Raymond Leboursier et Marcel Pagnol: Madame Rostaing
- 1946 : Tant que je vivrai de Jacques de Baroncelli : Madame Levallois
- 1947 : La Colère des dieux de Karel Lamač : Marthe
- 1947 : La Kermesse rouge de Paul Mesnier : Mme Bonnardet
- 1948 : Le Destin exécrable de Guillemette Babin de Guillaume Radot : Radegonde, la mère de Guillemette
- 1948 : L'Armoire volante de Carlo Rim : Mme Coufignac
- 1950 : Dieu a besoin des hommes de Jean Delannoy : Mme Kerneis
- 1950 : Meurtres ? de Richard Pottier : Madame Frangier
- 1951 : Caroline chérie de Richard Pottier : la Chabannes
- 1951 : Messaline (Messalina) de Carmine Gallone : Ismène
- 1952 : Coiffeur pour dames de Jean Boyer : Madame Vatherin
- 1953 : Femmes de Paris de Jean Boyer : Mme Rédéri
- 1954 : Du sang dans le soleil (Proibito) de Mario Monicelli : Maddalena Solinas
- 1955 : Nana de Christian-Jaque : la Tricon
- 1956 : Voici le temps des assassins de Julien Duvivier : Mme Chatelin
- 1958 : Cargaison blanche de Georges Lacombe : Irma
- 1958 : L'Eau vive de François Villiers : la tante de Rochebrune
- 1958 : Prisons de femmes de Maurice Cloche : la directrice
- 1962 : Le Diable et les Dix Commandements, film à sketches de Julien Duvivier, épisode Un seul dieu tu adoreras : la grand-mère
- 1963 : Kriss Romani de Jean Schmidt : Tinka
- 1963 : Codine d'Henri Colpi : Anastasia
- 1965 : Par un beau matin d'été de Jacques Deray : Mme Zegetti

### Télévision
- 1953 : Adrienne Mesurat, téléfilm de Marcel L'Herbier : Désirée
- 1956 : En votre âme et conscience, série, épisode Le secret des Fenayrou de Claude Barma
- 1961 : Le Procès de Sainte-Thérèse de l'enfant Jésus, téléfilm de Guy Lessertisseur et Marc Maurette : Sœur Louise de la Croix
- 1962 : Les Célibataires, téléfilm de Jean Prat : Madame de Vauthiers
- 1964 : Christine ou la Pluie sur la mer, téléfilm de Maurice Château : Madame Grant
- 1965 : Les Dossiers de Jérôme Randax, série, épisode Les Héritiers Dubois : Élisabeth Dubois
- 1969 : Le Tribunal de l'impossible, série, épisode Le Sabbat du Mont d'Etenclin de Michel Subiela : la Levavasseur
- 1970 : Mont-Cinère, téléfilm de Jean-Paul Roux : Madame Elliot
- 1974 : Un matin de juin 40, téléfilm de Claude-Jean Bonnardot : la logeuse

## Théâtre
- 1941 : Les Jours de notre vie de Leonid N. Andreieff, mise en scène Raymond Rouleau, Théâtre Saint-Georges
- 1942 : La Princesse des Ursins de Simone Jollivet, mise en scène Charles Dullin, Théâtre de la Cité
- 1943 : L'École des ménages d'Honoré de Balzac, mise en scène Jean Meyer, Théâtre Saint-Georges
- 1944 : Un homme comme les autres d'Armand Salacrou, mise en scène Jean Wall, Théâtre Saint-Georges
- 1944 : Les Fiancés du Havre d'Armand Salacrou, mise en scène Pierre Dux, Comédie-Française
- 1945 : La Maison de Bernarda Alba de Federico García Lorca, mise en scène Maurice Jacquemont, Studio des Champs-Élysées
- 1946 : Britannicus de Racine, mise en scène Julien Bertheau, Comédie-Française
- 1946 : Le Mariage de Figaro de Beaumarchais, mise en scène Jean Meyer, Comédie-Française
- 1946 : Les Fiancés du Havre d'Armand Salacrou, mise en scène Pierre Dux, Comédie-Française
- 1947 : On ne badine pas avec l'amour d'Alfred de Musset, mise en scène Julien Bertheau, Comédie-Française
- 1947 : La Rabouilleuse d'Émile Fabre d'après Honoré de Balzac, mise en scène Émile Fabre, Comédie-Française
- 1948 : Sapho d'Alphonse Daudet et Auguste Belot, mise en scène Gaston Baty, Comédie-Française
- 1948 : Ruy Blas de Victor Hugo, mise en scène Pierre Dux, Comédie-Française
- 1950 : La Belle Aventure de Gaston Arman de Caillavet, Robert de Flers et Étienne Rey, mise en scène Jean Debucourt, Comédie-Française
- 1951 : Chacun sa vérité de Luigi Pirandello, mise en scène Julien Bertheau, Comédie-Française
- 1951 : Les Fausses Confidences de Marivaux, mise en scène Maurice Escande, Comédie-Française
- 1952 : Hernani de Victor Hugo, mise en scène Henri Rollan, Comédie-Française
- 1952 : Six personnages en quête d'auteur de Luigi Pirandello, mise en scène Julien Bertheau, Comédie-Française
- 1952 : Le Légataire universel de Jean-François Regnard, mise en scène Pierre Dux, Comédie-Française
- 1952 : Duo de Paul Géraldy, mise en scène Pierre Dux, Comédie-Française
- 1954 : Britannicus de Racine, mise en scène Jean Marais, Comédie-Française
- 1954 : Port-Royal d'Henry de Montherlant, mise en scène Jean Meyer, Comédie-Française
- 1957 : Le Repoussoir de Rafaël Alberti, mise en scène André Reybaz, Théâtre de l'Alliance française
- 1958 : L'Amour parmi nous de Morvan Lebesque, mise en scène Hubert Gignoux, Comédie de l'Est, Théâtre du Vieux-Colombier
- 1959 : La Mauvaise Semence de T. Mihalakeas et Paul Vandenberghe, mise en scène Alfred Pasquali, Théâtre des Arts
- 1960 : La Voleuse de Londres de Georges Neveux, mise en scène Raymond Gérôme, Théâtre du Gymnase
- 1963 : Divines Paroles d'après Ramón María del Valle-Inclán, mise en scène Roger Blin, Théâtre de l'Odéon
- 1964 : Yerma de Federico García Lorca, mise en scène Bernard Jenny, Théâtre Hébertot
- 1964 : Richard III de Shakespeare, mise en scène Jean Anouilh et Roland Piétri, Théâtre Montparnasse
- 1965 : Numance de Cervantes, mise en scène Jean-Louis Barrault, Odéon-Théâtre de France
- 1966 : Les Paravents de Jean Genet, mise en scène Roger Blin, Théâtre de l'Odéon
- 1967 : Médée de Sénèque, mise en scène Jorge Lavelli, Festival d'Avignon

## Doublage (sélection)
- 1940 : Rebecca d'Alfred Hitchcock : Madame Danvers (jouée par Judith Anderson)
- 1941 : Dumbo de Ben Sharpsteen : l'éléphante rouge (1re VF)
- 1948 : La Chartreuse de Parme de Christian-Jacque : Manamaccia (Dina Romano)
- 1948 : Johnny Belinda de Jean Negulesco : Aggie MacDonald (Agnes Moorehead)
- 1951 : Alice au Pays des Merveilles (Alice in Wonderland) de Clyde Geronimi, Wilfred Jackson et Hamilton Luske : la reine de cœur (1re VF)
- 1952 : Chantons sous la pluie (Singin' in the Rain) de Stanley Donen et Gene Kelly : Phoebe Dinsmore, professeur de diction (jouée par Kathleen Freeman)
- 1952 : Histoire de trois amours (The Story of Three Loves) de Vincente Minnelli et Gottfried Reinhardt : Hazel Pennicott (Ethel Barrymore)
- 1954 : La Tour des ambitieux (Executive Suite) de Robert Wise : Edith Alderson (jouée par Virginia Brissac)
- 1955 : À l'est d'Éden (East of Eden) d'Elia Kazan : Kate (jouée par Jo Van Fleet)
- 1955 : Dossier secret (Confidential Report) d'Orson Welles : Sophie Radzweicz (Katina Paxinou)
- 1956 : Sous le ciel de Provence (Era di venerdì 17) de Mario Soldati : la tante Camilla (jouée par Tina Pica)
- 1956 : Viva Las Vegas (Meet Me in Las Vegas) de Roy Rowland : Sari Hatvany (jouée par Lili Darvas)
- 1957 : Elle et lui (An affair to remember) de Leo McCarey : la grand-mère (jouée par Kathleen Nesbith)
- 1957 : L'Impossible Isabelle (La nonna Sabella) de Dino Risi : la grand-mère Isabelle (jouée par Tina Pica)
- 1957 : Mon homme Godfrey (My Man Godfrey) de Henry Koster : Molly (jouée par Jeff Donnell)
- 1957 : Rendez-vous avec une ombre (The Midnight Story) de Joseph Pevney : Mère Catherine (Helen Wallace)
- 1957 : Le Scandale Costello (The Story of Esther Costello) de David Miller : Jennie Coqtello (Maureen Delaney)
- 1963 : Les 55 Jours de Pékin (55 Days at Peking) de Nicholas Ray : l'impératrice douairière Cixi (jouée par Flora Robson)
- 1967 : Le Livre de la Jungle (The Jungle Book) de Wolfgang Reitherman : Winifred